# 泉川寛英

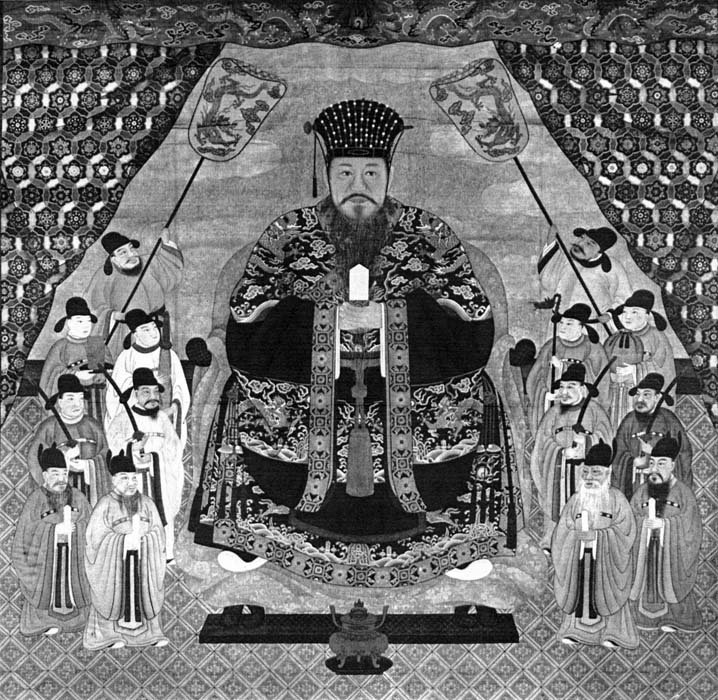
尚穆王の御後絵。向元瑚筆、泉川寛英助手。

泉川 寛英（いずみかわ かんえい、1767年11月21日（乾隆32年10月1日） - 1844年7月20日（道光24年6月6日））は、琉球王国の画家。唐名は慎 思九。童名は真蒲戸、本名は乗信。

## 概要
首里に生まれる。父は泉川筑登之親雲上寛邦。1785年（乾隆50年）、19歳で絵師となり、筑登之座敷となる。向元瑚の助手として御後絵（国王の肖像画）を多く製作した。また、山水図・水墨画・花鳥図に秀でた。沖縄県立博物館・美術館に山水図が所蔵されている。

## 『沖縄文化の遺宝』所載の作品
鎌倉芳太郎『沖縄文化の遺宝 写真編』（岩波書店）に、鎌倉が撮影した次の作品の写真が、慎思九名義で掲載されている。
- 『首里那覇泊全景図』(p. 284 - 285） - 垣花方向から展望した首里・那覇・泊一帯を鳥瞰的構図法で描く。沖縄戦で焼失。
- 『那覇綱引図』(p. 286 - 291） - 63歳の時の作で、元は薩摩藩のために描かれたもの。鎌倉芳太郎撮影の同作品の写真が、沖縄海洋博にて縦7メートル・横14メートルの巨大パネルで展示され、高く評価された[1]。
- 『闘鶏尾花之図』（p. 292）
- 『闘鶏尾花祖父之図』(p. 293） - 66歳の時の作。闘鶏が盛んであった首里にあって、王宮にて飼われていた名鶏・尾花を描いたもの[1]。
- 『闘鶏はなたれ之図』(p. 294、部分p. 295） - 現存・沖縄美ら島財団所蔵[4]。
- 『野国名馬図』(p. 295） - 晩年の作と推定される。王宮で流行していた琉球競馬の馬を描いたもの[5]。